# Artoce
Artoce (in greco: ; in latino: Artoces; in georgiano: არტაგ, Artag; fl. I secolo a.C.) è stato un re di Iberia che regnò dal 78 a.C. al 63 a.C. e fu un membro della dinastia degli Artassidi.

## Biografia

Busto di Gneo Pompeo Magno (copia augustea da un originale del 70-60 a.C.; Museo archeologico nazionale di Venezia

Viene identificato con Artag (in georgiano: არტაგ), Arik (არიკ), Rok (როკ) o Aderk (ადერკ) degli annali medievali georgiani 
 ed è presente nelle cronache sulla terza guerra mitridatica degli storici antichi: Appiano, Eutropio, Cassio Dione, Orosio, Festo.
Secondo la tradizione storica georgiana, era figlio e successore di Artaxias I della dinastia degli Artassidi. I vari racconti georgiani medievali relativi al suo regno sono brevi e si concentrano sulla devastazione del suo regno per mano degli iraniani, mentre le fonti latine classiche, molto più vicine al periodo in questione, contengono una descrizione dettagliata della guerra di Artoce contro Roma al fianco di Mitridate VI del Ponto e Tigrane d'Armenia.
Allarmato dall'occupazione romana della vicina Albania, Artoce promise pace e amicizia; ma il comandante romano Gneo Pompeo Magno, saputo che Artoce si stava armando segretamente in modo da attaccare i romani mentre erano impregnati nell'attraversare il Caucaso, nel marzo del 65 a.C., attaccò le fortezze iberiche di Harmozica e Seusamora  prima di riprendere la caccia a Mitridate. Artoce, colto di sorpresa, bruciò in fretta il ponte sul fiume Cyrus e si ritirò ulteriormente nel suo paese. Pompeo occupò le fortezze e attraversò il fiume, ma incontrò una feroce resistenza da parte dell'esercito iberico. Alla fine i romani prevalsero e, quando Artoce vide che questi avevano attraversato anche il fiume Pelorus, probabilmente il moderno fiume Aragvi, si arrese e mandò i suoi figli come ostaggi.